# Grube Eisenberg

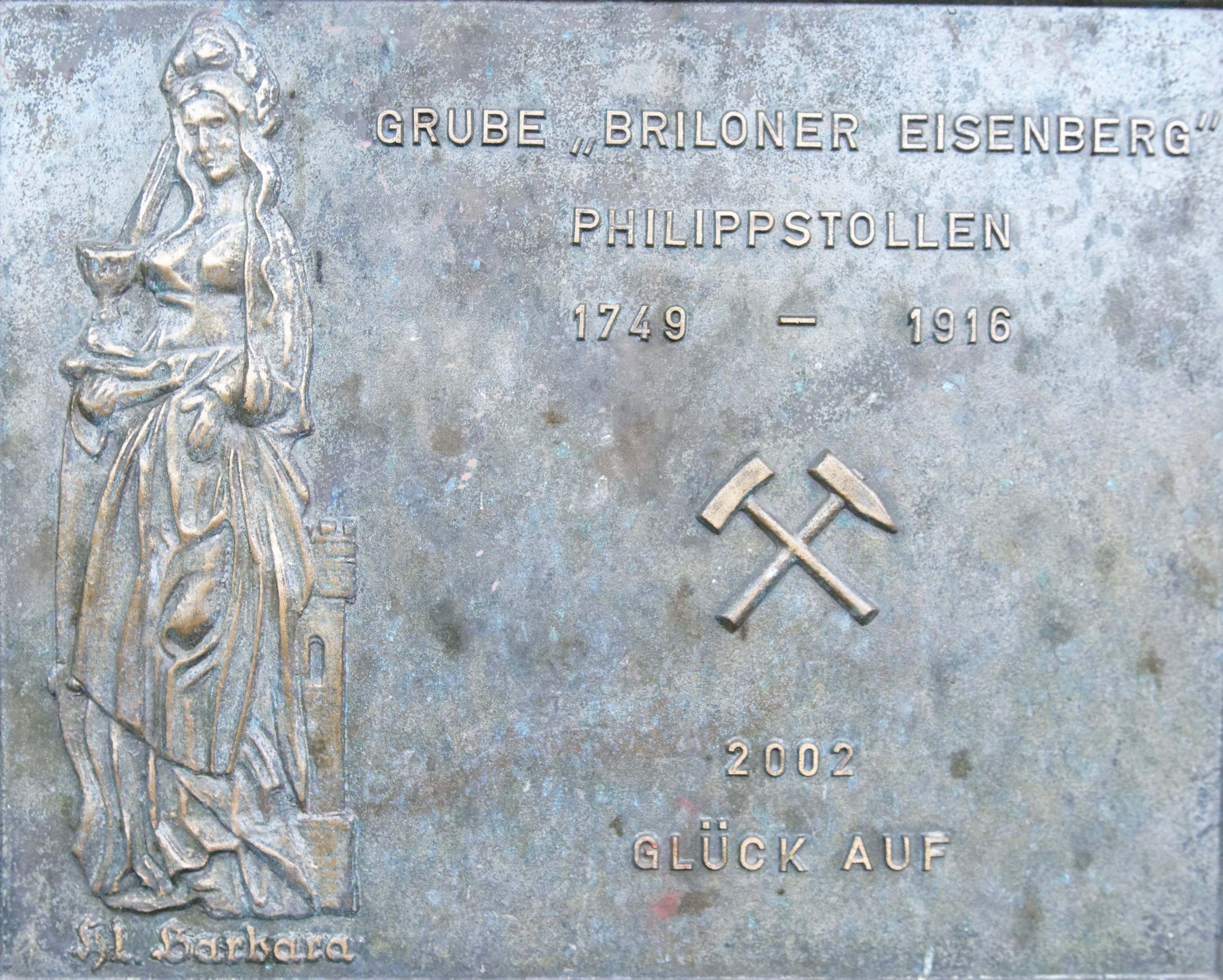
Gedenktafel am Eingang der Grube Eisenberg

Die Grube Eisenberg, auch Grube Briloner Eisenberg genannt, war ein Bergwerk im Eisenberg nordöstlich von Olsberg.

## Geschichte
Am Eisenberg wurde nachweislich seit dem Jahre 1350 Eisenerz abgebaut, doch geht der Abbau sicher schon auf vorchristliche Zeit zurück. In der älteren Zeit wurden Tagesschächte angelegt, ein ausgedehntes Pingenfeld im Umfeld des 30 m tiefen Alten Schachtes (Lage) bezeugt diese Abbauphase. Dies änderte sich im 16. oder 17. Jahrhundert mit Aufkommen des Stollenbaus. Der älteste bisher nachgewiesene Stollen am Eisenberg ist der Alte Stolln, auch Sahlborner Stöllchen genannt, der 2010 unter Federführung des Deutschen Bergbaumuseum wieder aufgewältigt wurde
. Am Südhang wurden vier Stolln aufgefahren, um schwerer zugänglichere Erzvorkommen zu entwässern und zu erschließen:
- Kirschbaumstolln 1716–1723 (Lage)
- Allerheiligenstolln 1732–1739 (Lage)
- Philippstolln 1749–1754 (Lage)
- Max-Stolln 1780–1794 (Lage)

Der am tiefsten gelegene war der Philippstolln und stellt den Übergang zum Stollenabbau dar. Neunzig Meter darüber liegt der Allerheiligenstolln, die beiden anderen befinden sich dazwischen.
Alle vier Stolln zusammen bildeten die Grube Eisenberg. Insgesamt war die Grube in elf Grubenfelder unterteilt. Die Grube wurde als bergrechtliche Gewerkschaft betrieben. Die Zahl der Kuxe lag 1818 bei 128. Zu den Gewerken gehörten die im östlichen Sauerländer Bergbau, der Eisenherstellung und -verarbeitung führenden Familien Ulrich, Kropff und Kannegießer.
Die Zahlen zur Ertragslage und zur Förderung sind nur noch teilweise erhalten. So wurden zwischen dem 25. August 1739 und dem 10. März 1740 im Allerheiligenstolln 325 t Eisenstein gewonnen. Rechnet man den bereits abgezogenen Bergzehnten hinzu, so ergibt sich eine Förderung von 577 t in sechseinhalb Monaten. Hochgerechnet ergibt dies eine Jahresförderung von 1065 t. Für eine etwas spätere Zeit sind bessere Zahlenreihen erhalten. Diese zeigen für den Eisenberg insgesamt starke Schwankungen. 1774 lag die Förderung bei 1021 t, im Jahr 1761 aber nur bei 90 t.
Pro Grubenfeld waren im 18. Jahrhundert meist nur ein bis zwei Bergleute beschäftigt. Für eine nur begrenzte Ertragshöhe spricht auch, dass die Gruben nur einige Monate im Jahr förderten und die Bergleute neben der Grubenarbeit häufig auch als landwirtschaftliche Tagelöhner oder mit dem Transport des Erzes zu den Hütten der Umgebung, etwa zur Olsberger Hütte, zusätzliches Geld verdienen mussten. Insgesamt waren zwischen 1772 und 1776 40 Personen auf der Grube angelegt, unklar ist, wie viele von ihnen auch unter Tage arbeiteten.
Deutlich besser sind die Quellen für das 19. Jahrhundert. So wurden im Jahr 1855 am Eisenberg 3108 t Eisenstein gewonnen. Diese Fördermenge lag deutlich über anderen Gruben des damaligen Briloner Bergreviers. Damit kam dem Eisenberg zumindest im regionalen Umfeld eine nicht unbeträchtliche Bedeutung zu. Mit durchschnittlich 25 Bergleuten zwischen 1855 und 1870 steigerte sich die Förderung auf zeitweilig über 4500 t Eisenerz pro Jahr. Eine weitere Steigerung der Förderung konnte ab 1879 erzielt werden, eine Verdoppelung der Belegschaft auf durchschnittlich 50 Bergleute und 1879 die Inbetriebnahme einer neuen Drahtseilbahn zum Bahnhof Olsberg ließ die Förderung auf bis zu 17103 t pro Jahr hochschnellen.
Das Bergwerk Briloner Eisenberg wurde am 15. Juli 1916 geschlossen.

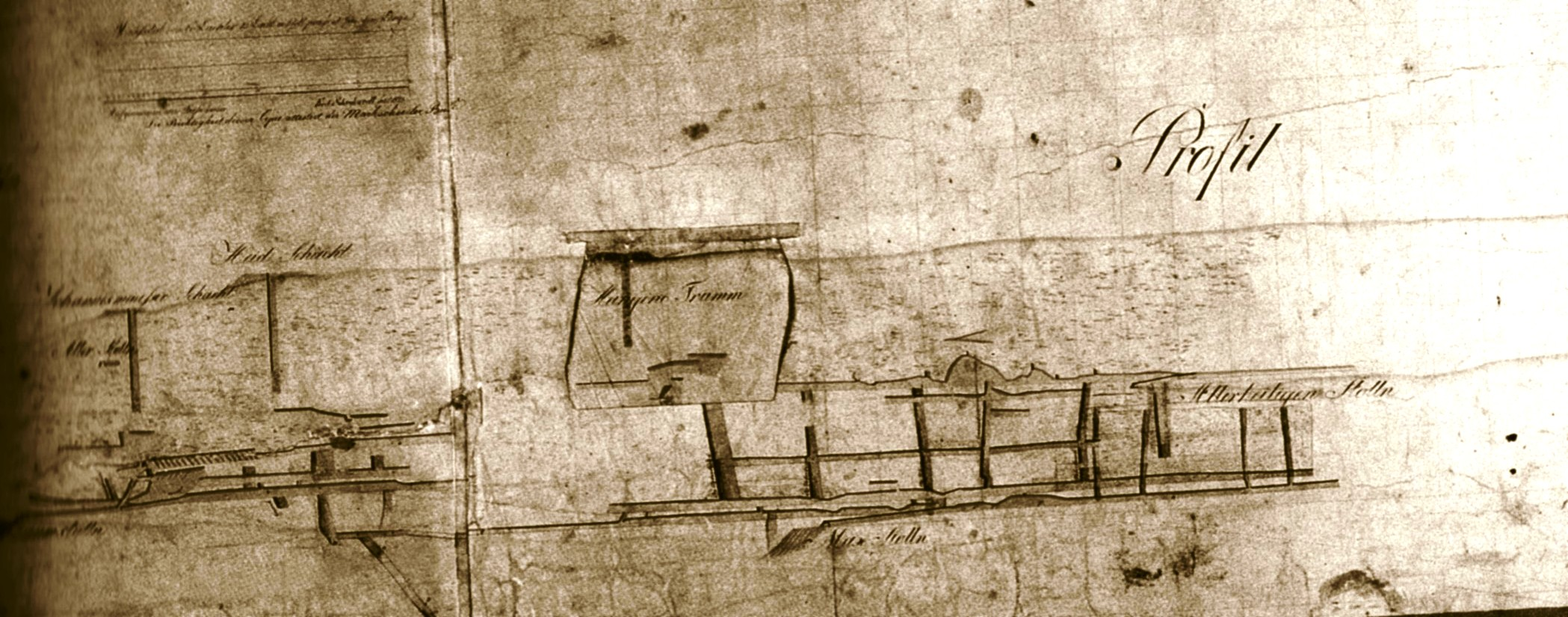
Ausschnitt aus dem Grund- und Seigerriss des Allerheiligenstollns. Dieser zwischen 1820 und 1840 ständig aktualisierte Riss stammt aus dem Besitz von Richard Unkraut (Zeichnung, farbige Tusche)
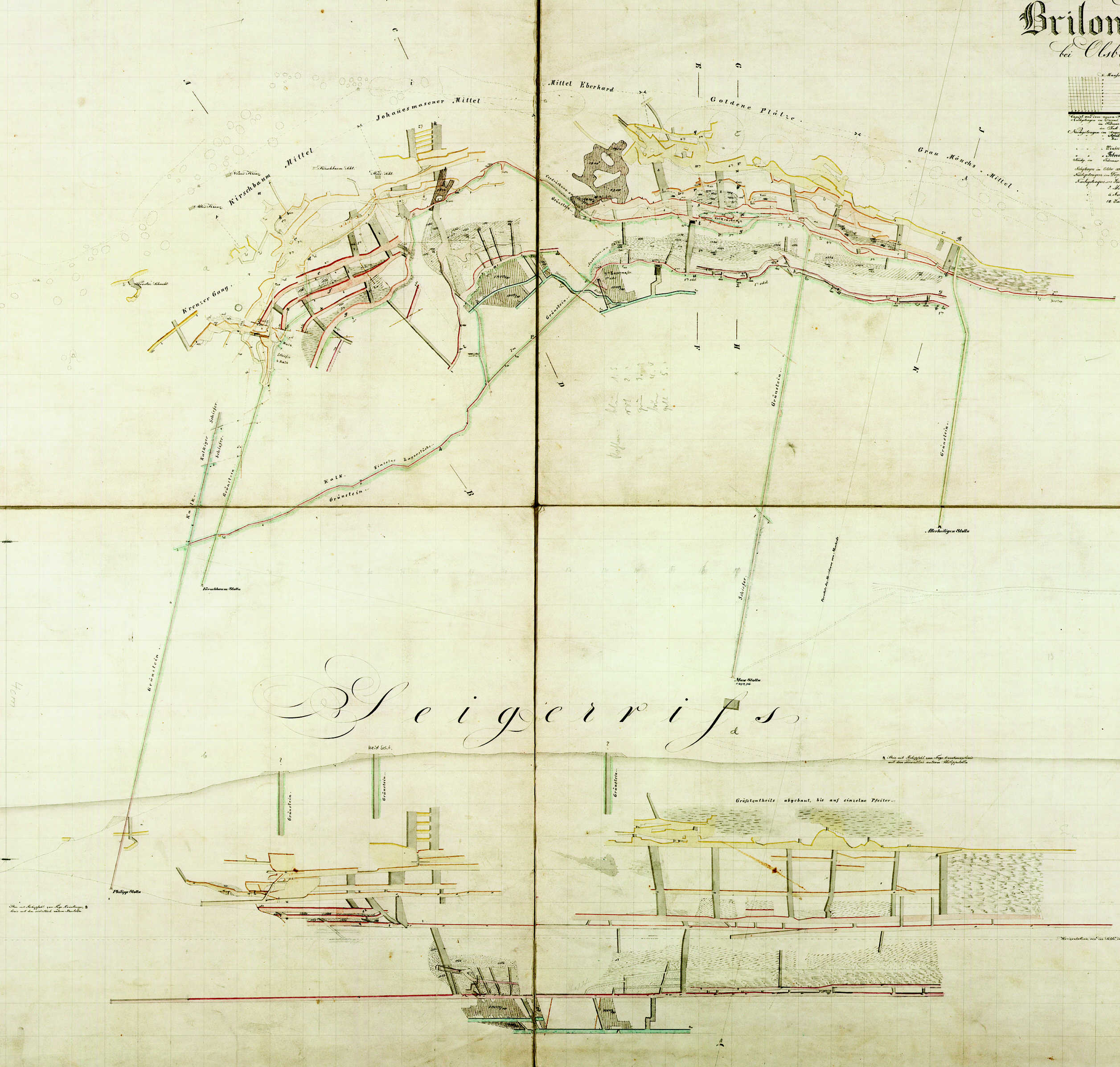
Grund- und Seigerriss
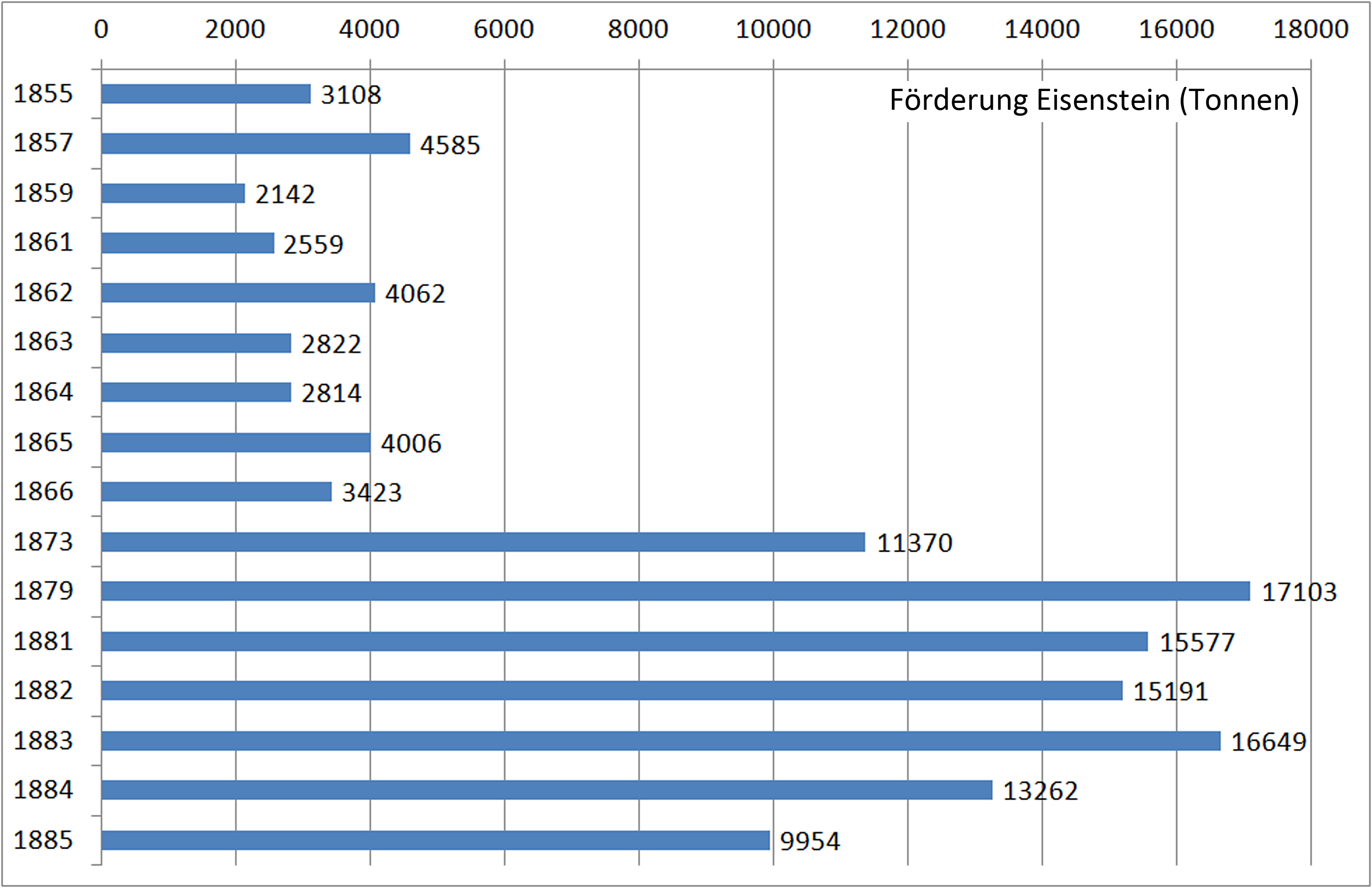
Eisenerzförderung
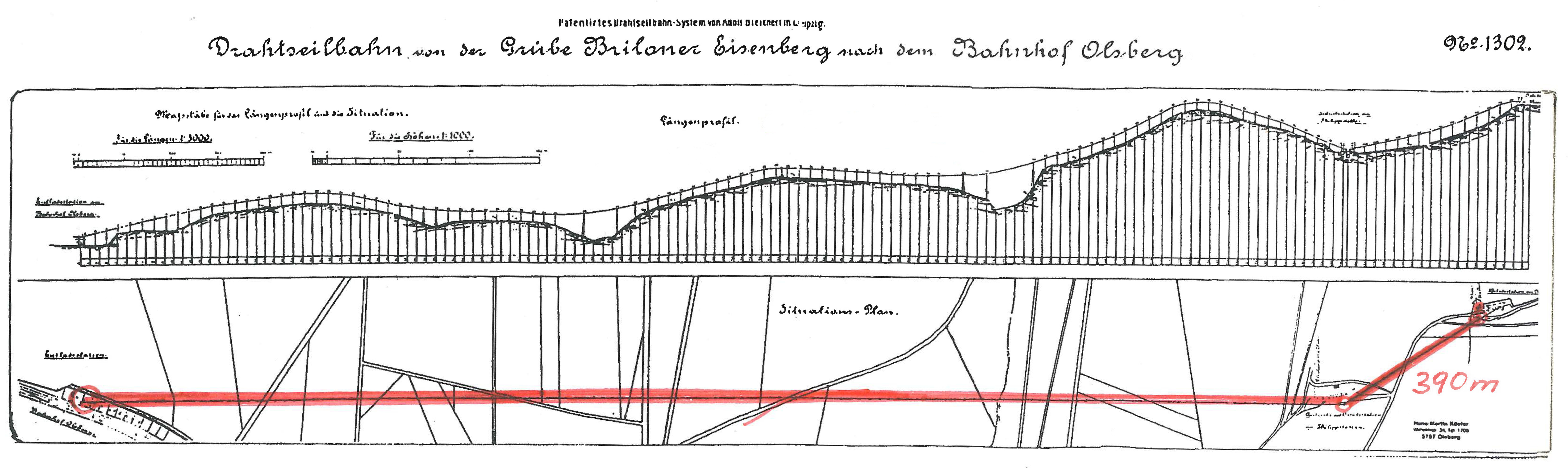
Drahtseilbahn zum Bahnhof Olsberg

## Schaubergwerk
Der 1000 m lange Philippstolln ist seit September 2002 für Interessenten freigegeben. Begehbar sind etwa 600 m.

## Naturschutzgebiet

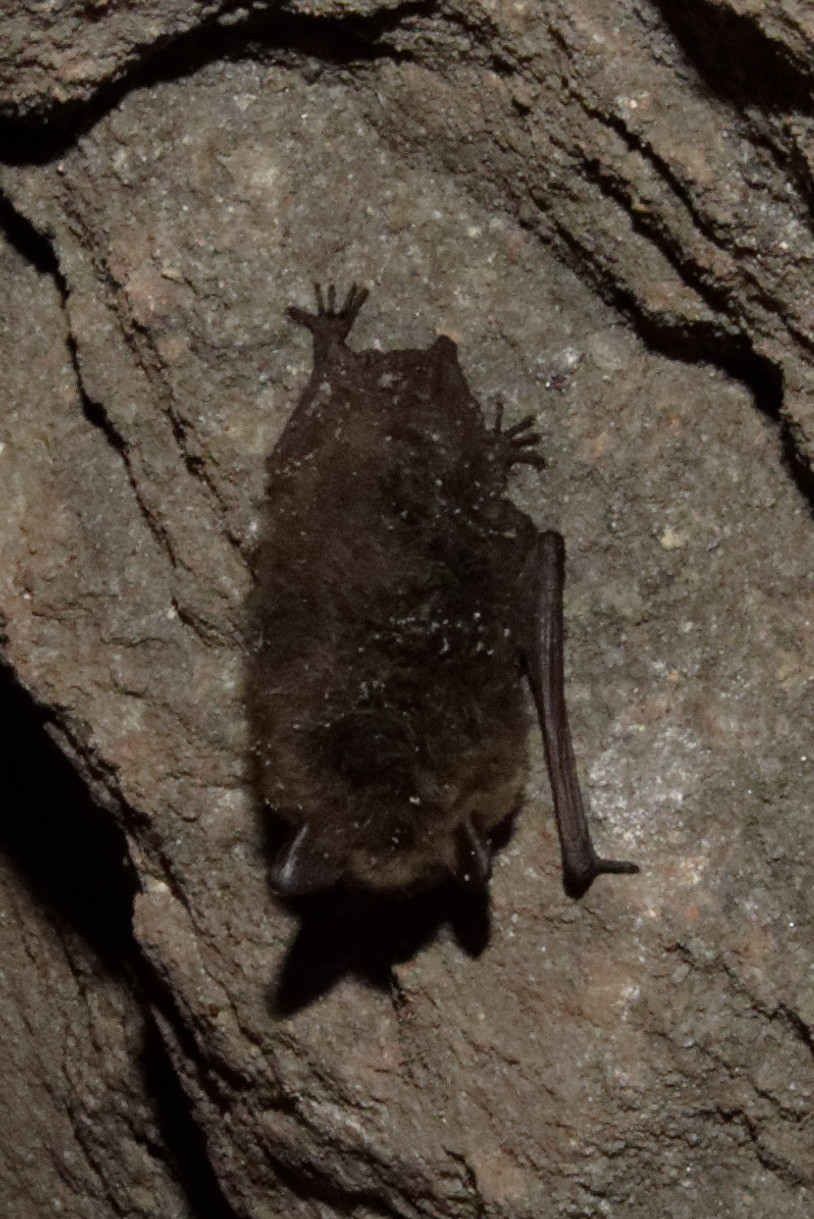
Fledermaus im Phillipsstolln

Ein Teil des Eisenberges ist seit 2004 als Naturschutzgebiet „Eisenberg mit Maxstollen“ mit einer Größe von 9,4 ha geschützt. Gleichzeitig ist der Großteil des Naturschutzgebietes Teil der aus zehn Teilflächen bestehenden Europäischen Schutzgebiete (FFH-Gebiete) „Höhlen und Stollen bei Olsberg und Bestwig“, wobei von den vier Stolln nur der Maxstolln im Naturschutzgebiet liegt.
Der Stollenkomplex ist ein wichtiges Winterquartier für Fledermäuse, da dort die Temperatur das ganze Jahr über 6 bis 8 °C beträgt. Es wurden bisher Großes Mausohr, Kleine Bartfledermaus und Teichfledermaus nachgewiesen. Der Wald im Naturschutzgebiet besteht überwiegend aus Altbuchenwald. Im Wald befinden sich einige Kalkfelsen mit seltener Felsspaltenvegetation.
Im Buchenwald brüten Buntspecht und Grauspecht, ob auch der im Gebiet beobachtete Schwarzspecht dort brütet ist unklar.